# 学習院幼稚園
学習院幼稚園（がくしゅういんようちえん）は、東京都豊島区にある私立の幼稚園である。設置者は学校法人学習院。2年保育を特徴とする。

## 沿革
- 1894年（明治27年） 麹町区永田町の華族女学校（現在の女子中・高等科）に幼稚園（男女共学）を設置。
- 1906年（明治39年） 華族女学校は学習院と合併し、学習院女子部となる。それに伴い幼稚園を学習院女子部幼稚園と改称。
- 1912年（明治45年） 学習院女子部火災。幼稚園は仮園舎として四谷区尾張町（現在の初等科の地）の初等学科正堂に移転。
- 1918年（大正7年） 赤坂区青山（現在の秩父宮ラグビー場界隈）に新築移転。学習院女子部は女子学習院と改称。それに伴い女子学習院幼稚園となる。
- 1944年（昭和19年） 幼稚園の保育中止。
- 1945年（昭和20年） 戦災のため消失。
- 1947年（昭和22年） 財団法人学習院となり、幼稚園は廃止。
- 1963年（昭和38年） 学習院目白校地内に幼稚園を設立し、学習院幼稚園となる。
- 1998年（平成10年） 園舎解体。新宿区下落合の仮園舎にて保育開始。
- 1999年（平成11年） 新園舎落成。

## 校内事情・その他
- 2008年4月1日、同年3月で園長を定年退職した小山久子が、内親王の養育専任としては初めて敬宮愛子内親王付の東宮女官に就任した。1968年以降、松濤幼稚園、学習院幼稚園等で勤務し、2001年から学習院幼稚園園長を務めていた[1]。

## 主な出身者

### 皇室関係

#### 皇族
- 昭和天皇
- 香淳皇后
- 秩父宮雍仁親王
- 雍仁親王妃勢津子
- 高松宮宣仁親王
- 宣仁親王妃喜久子
- 三笠宮崇仁親王
- 崇仁親王妃百合子
- 第125代天皇・明仁
- 常陸宮正仁親王
- 第126代天皇・徳仁
- 敬宮愛子内親王
- 秋篠宮文仁親王
- 佳子内親王
- 彬子女王 - 松濤幼稚園を経て入園
- 瑶子女王 - 松濤幼稚園を経て入園

#### 元皇族
- 三条西信子（香淳皇后の妹）
- 大谷智子（香淳皇后の妹）
- 華頂博孝（のち伏見博孝） - 明仁上皇の「御学友」[2]。
- 黒田清子（第125代天皇・明仁第一皇女） - 柿ノ木坂幼稚園を経て入園
- 小室眞子（秋篠宮文仁親王第一女子）

### その他
- 西竹一 - 陸軍軍人、1932年ロス五輪馬術金メダリスト、通称「バロン西」
- 愛新覚羅慧生 - 「ラストエンペラー」こと満洲国皇帝・溥儀の姪
- 岩倉靖子 - 岩倉公爵家女、岩倉具視の曾孫
- 徳川義宣 - 徳川黎明会元会長、尾張徳川家21代目当主。堀田正恒六男で尾張徳川家養子
- 徳川義崇 - プログラマ、徳川黎明会会長、同上22代目当主
- 有馬頼底 - 禅僧、明仁上皇の「御学友」[2]
- 鳥尾敬孝 - 実業家
- 實吉達郎 - 動物学者
- 青木淳一 - 動物学・土壌学者
- 古河潤之助 - 実業家、古河財閥5代目
- 波多野敬雄 - 外交官、元国連大使、第25代学習院長
- 細川護熙 - 元内閣総理大臣
- 平岡紀子 - 演出家
- 木下智佳子 - 元テレビ朝日アナウンサー
- 近衛忠大 - 映像作家、近衛家33代目、松濤幼稚園を経て入園
- 古屋毅彦 - 実業家、松屋 (百貨店) 社長、松濤幼稚園を経て入園
- 堀内詔子 - 衆議院議員、東京オリ・パラ大会担当相、ワクチン接種推進担当相
- 林潤 - 元衆議院議員
- 田村幸士 - 男優、田村亮の子、松濤幼稚園を経て入園
- 星蘭ひとみ - 女優、元宝塚歌劇団専科娘役、豊田章男長子の嫁
- 五世野村万之丞 -狂言師、野村万蔵家八代目当主/前名耕介
- 六世野村万之丞 - 狂言師 /五世の甥、 前名 虎之介
- 菅井友香 - 欅坂46、櫻坂46の初代キャプテン、女優、タレント
- Chay - 永谷園の創業者である永谷宗円の子孫、女性シンガーソングライター、ファッションモデル